# Platychelus brevis
Platychelus brevis är en skalbaggsart som beskrevs av Hermann Burmeister 1844. Platychelus brevis ingår i släktet Platychelus och familjen Melolonthidae. Inga underarter finns listade i Catalogue of Life.